# Ca la Viuda (Sant Martí de Centelles)
Ca la Viuda és un antic mas del municipi de Sant Martí de Centelles, Osona, situat a l'indret conegut com al Racó de la Font, al sector occidental del terme.
És un mas reformat el segle xx, però de amb origen probable el segle xvii, moment en el qual hi ha un auge en les construccions a la zona. Tanmateix no hi ha cap referència arquitectònia ni documental que el mas fos d'aquesta època, i actualment no conserva cap vestigi de l'època moderna. L'edifici, de petites dimensions, està orientat al sud-oest, és de planta rectangular de dos pisos, amb un cos adossat i diversos annexos ramaders. Els murs són de paredat comú, amb carreus de pedra local i a les cantoneres les pedres són sensiblement més grosses. A la planta baixa hi ha la cuina i el rebedor i a l primer pis les dependències i habitacions amb les parets interiors arrebossades. L'estat de conservació de les construccions és bo i actualment el mas té us residencial.